# Рејсланд (Луизијана)
Рејсланд (енгл. Raceland) насељено је место без административног статуса у америчкој савезној држави Луизијана.

## Демографија
По попису из 2010. године број становника је 10.193, што је 31 (-0,3%) становника мање него 2000. године.
| Група             | 2000.         | 2010.         |
| Белци             | 7.209 (70,5%) | 6.729 (66,0%) |
| Афроамериканци    | 2.682 (26,2%) | 2.909 (28,5%) |
| Азијати           | 26 (0,3%)     | 34 (0,3%)     |
| Хиспаноамериканци | 157 (1,5%)    | 282 (2,8%)    |
| Укупно            | 10.224        | 10.193        |